# Simulium variegatum
Simulium variegatum es una especie de insecto del género Simulium, familia Simuliidae, orden Diptera.

## Distribución
Se distribuye por Europa y Transcaucasia.

## Taxonomía
Fue descrita científicamente por Meigen, 1818. Fue publicada en Systematische Beschreibung der bekannten europäische n zweiflugeligen Insekten.